# Juliette Pardau
Juliette Pardau  (Caracas, Venezuela, 1986. augusztus 21. –) venezuelai színésznő, műsorvezető és énekesnő.

## Élete
Juliette Pardau 1986. augusztus 21-én született Caracasban. Első szerepét 2010-ben kapta. 2011-ben megkapta Rosarito Uribe szerepét A sors hullámain című telenovellában. 2013-ban Patricia szerepét játszotta a De todas maneras Rosa című sorozatban.

## Filmográfia

### Telenovellák
| Év   | Eredeti Cím           | Cím              | Szerep                                 |
| ---- | --------------------- | ---------------- | -------------------------------------- |
| 2010 | Harina de otro costal |                  | Coromoto 'Coromotico' Hernández        |
| 2011 | Natalia del Mar       | A sors hullámain | Rosario 'Rosarito' Uribe               |
| 2013 | De todas maneras Rosa |                  | Patricia 'Patty' Macho-Vergara Estevez |

### Filmek
- Papita, Maní, Toston (2013)